# Lahr, Bitburg-Prüm
Lahr là một xã thuộc huyện Bitburg-Prüm, bang Rhineland-Palatinate, Đức.